# Estação Buttes Chaumont
Buttes Chaumont é uma estação da linha 7 bis do Metrô de Paris, localizada no 19.º arrondissement de Paris.

## Localização
A estação está situada no limite meridional do Parc des Buttes-Chaumont, em grande profundidade sob a rue Botzaris, no final da rue du Plateau.

## História
A estação foi aberta em 13 de fevereiro de 1912, um ano após o lançamento do ramal Louis Blanc - Pré-Saint-Gervais da linha 7 devido às dificuldades de construção do túnel através de antigas pedreiras. Até então, os trens a atravessavam sem parar.
Nos projetos iniciais, sua localização foi por um tempo prevista sob a rue Manin, no nível da Fundação Adolphe-de-Rothschild, mas a presença dos estúdios Gaumont (hoje desaparecidos) na rue du Plateau e na rue Carducci levou a preferir a localização atual para permitir a ligação.
Ela deve o seu nome ao Parc des Buttes-Chaumont, realizado pelo engenheiro Jean-Charles Alphand e inaugurado em 1867 durante os últimos anos do reinado de Napoleão III. É um jardim inglês imitando uma paisagem montanhosa (rochas, falésias, torrentes, cachoeiras, gruta, pastos de montanha, belvederes).
Em 3 de dezembro de 1967, a estação foi cedida à linha 7 bis, que resultou da separação do ramal de Pré-Saint-Gervais, isolada do restante da linha 7 na forma de uma linha autônoma desde então.
Como parte do programa "Renovação do Metrô" da RATP, os corredores da estação e a iluminação das plataformas foram renovados em 6 de maio de 2008.
Em 2013, ela viu entrar 507 867 passageiros, o que a coloca na 299ª posição das estações de metrô por sua frequência em 302.

## Serviços aos passageiros

### Acesso
A estação possui um único acesso ao lado do parc des Buttes-Chaumont, que leva ao trecho da rue Botzaris, entre a rue Fessart e a rue du Plateau. Constituída de uma escada fixa, ela é ornada com um candelabro Dervaux.
As plataformas da estação estão entre as mais profundas do metrô de Paris, a escada dupla simétrica que as liga aos bloqueios apresenta um número razoavelmente grande de degraus (149 por escada, altura dos degraus: 165 mm, sendo um desnível total de 24,58 m).

### Plataformas
Buttes Chaumont é uma estação de configuração particular: devido à sua profundidade significativa e a sua construção em um terreno instável, suas duas vias em plataformas laterais são separadas por um pé-direito central, todos repousando sob poços de 2,50 metros acima do solo fechado sobre aqueles que eles apoiam. A decoração é do estilo utilizado pela maioria das estações de metrô: as faixas de iluminação são brancas e arredondadas no estilo "Gaudin" do renascimento do metrô da década de 2000, e as telhas em cerâmica brancas biseladas recobrem os pés-direitos, a abóbada, os tímpanos e as saídas dos corredores. Presentes apenas no lado de cada plataforma, os quadros publicitários são metálicos e o nome da estação é inscrito na fonte Parisine em placas esmaltadas. Os assentos de estilo "Motte" são de cor amarela.

### Intermodalidade
A estação é servida pelas linhas 26 e 71 da rede de ônibus RATP.

## Pontos turísticos
- Parc des Buttes-Chaumont

Galeria de fotografias
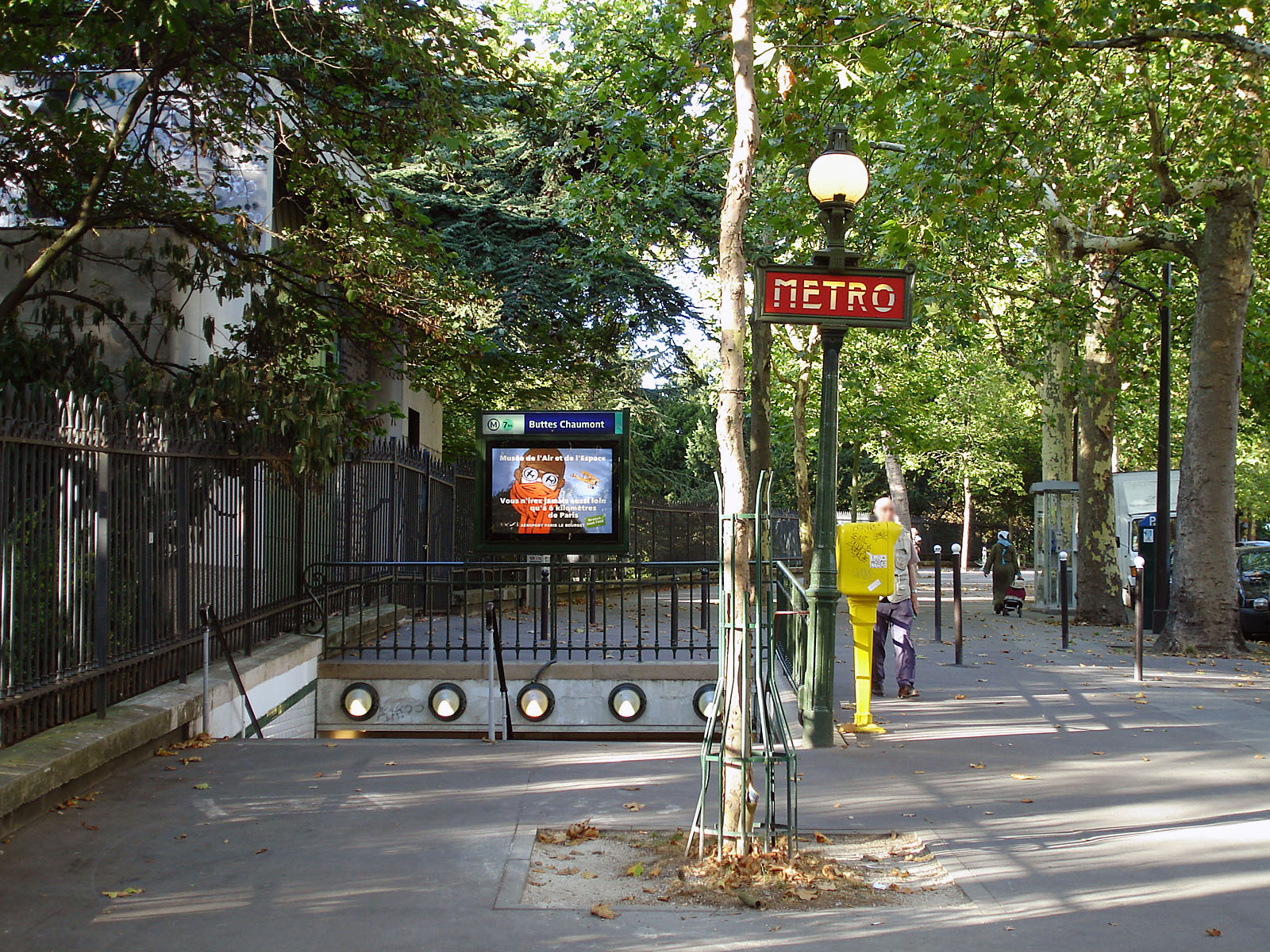
Acesso da estação.
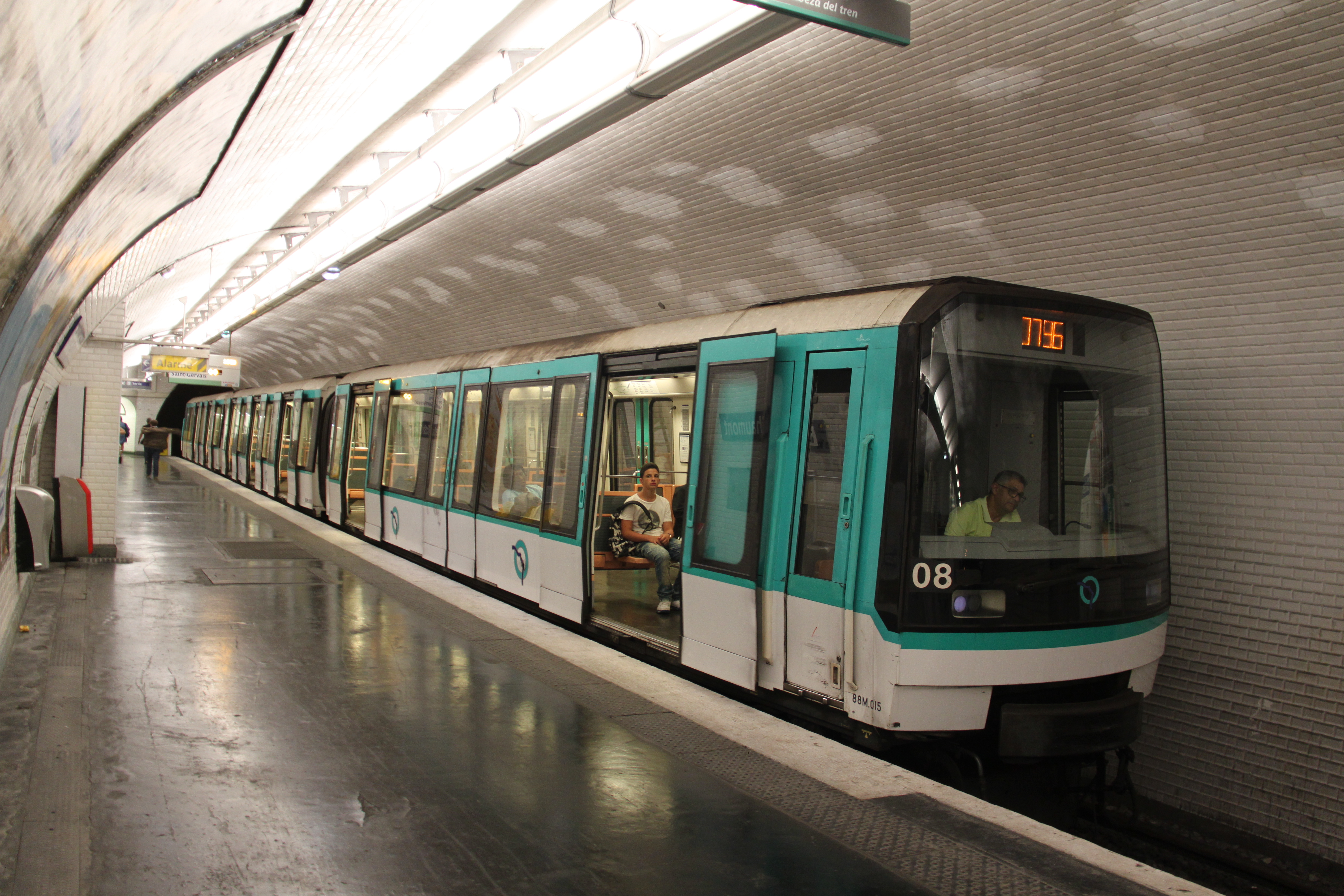
Trem MF88 na plataforma.
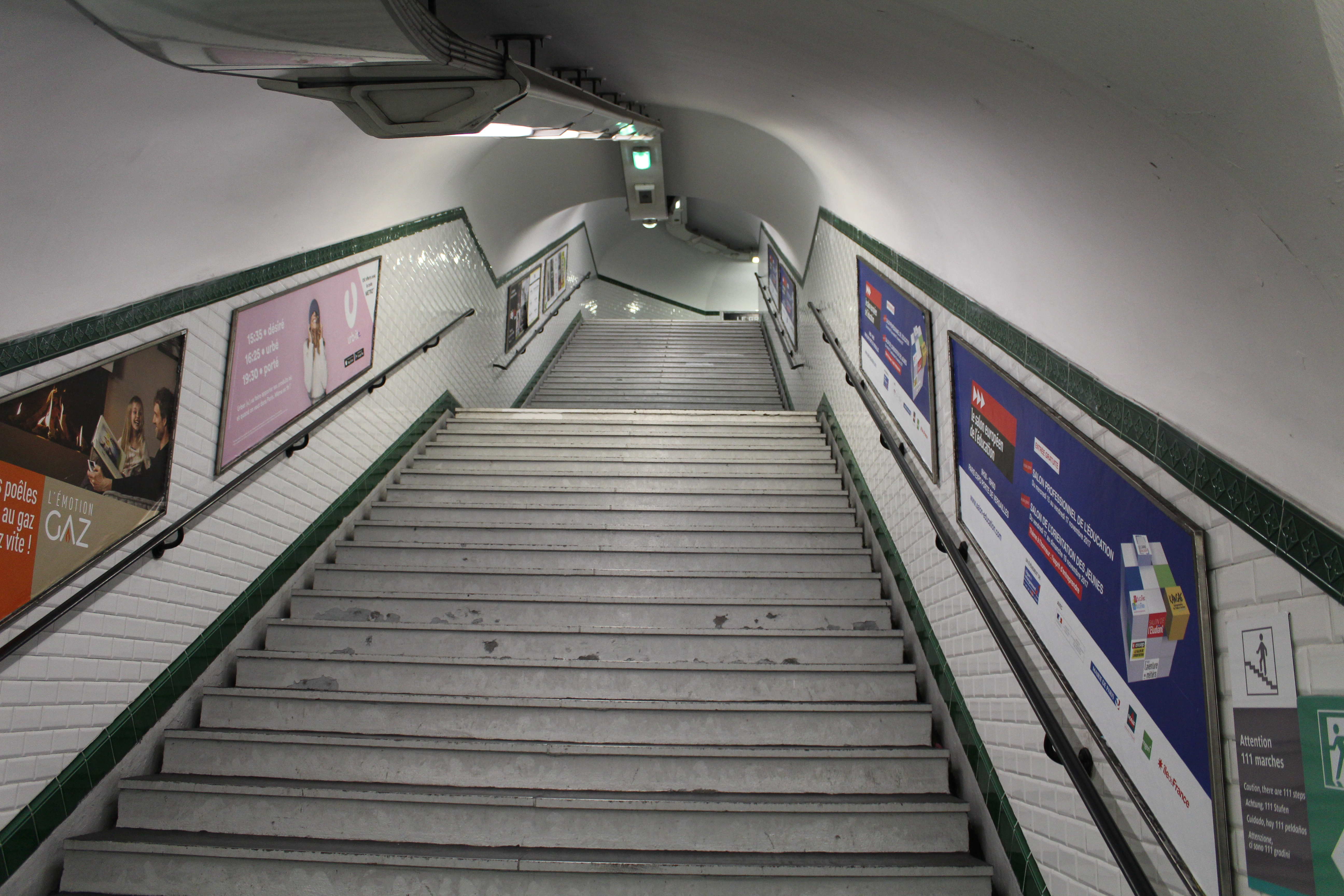
Escadas da estação.